# Airtable
Airtable — облачная служба со штаб-квартирой в Сан-Франциско. Была основана в 2012 году Хоуи Лю, Эндрю Офстадом и Эмметом Николасом.

## Описание
Airtable представляет собой гибрид базы данных и электронной таблицы. Поля данных в Airtable похожи на ячейки в электронной таблице, но имеют такие типы, как «флажок», «номер телефона» и «раскрывающийся список», и могут ссылаться на вложения файлов, например изображения.

## Функции
Пользователи могут создавать базы данных, настраивать типы столбцов, добавлять записи, связывать таблицы друг с другом, сотрудничать, сортировать записи и публиковать результаты на внешних веб-сайтах.

## Применение
По состоянию на ноябрь 2019 года продукт купили крупные компании, такие как Netflix, Tesla и журнал Time.
На ноябрь 2019 года компания имеет порядка 80 тыс. корпоративных клиентов. Среди них — не только известные компании, но и множество небольших организаций, особенно некоммерческих. Например, когда в 2017 году на Техас и Луизиану обрушился ураган Харви, систему AirTable использовали для поиска и спасения пропавших домашних животных.